# Stefan Gierasch
Stefan Gierasch, né le 5 février 1926 à New York et mort à Santa Monica le 6 septembre 2014, est un acteur de cinéma et de télévision américain.

## Biographie

### Carrière
Ses apparitions les plus connues sont dans les films L'Arnaqueur en 1961, Jeremiah Johnson et On s'fait la valise, docteur ? en 1972, L'Homme des Hautes Plaines en 1973 où il incarne le maire de Lago aux côtés de Clint Eastwood, Carrie au bal du diable  en 1976 et Junior en 1994.

## Filmographie
- 1976 : Dynamite Girls de Michael Pressman : réceptionniste de l'hôtel de luxe
- 1996 : Le Crime du siècle (Crime of the Century), téléfilm de Mark Rydell : Albert Osborn Sr.